# Leptonema tholloni
Leptonema tholloni là một loài Trichoptera trong họ Hydropsychidae. Chúng phân bố ở vùng Tân nhiệt đới.